# 比約恩·倫奎斯特
比約恩·倫奎斯特（Björn Rehnquist，1978年1月5日—）是一位瑞典職業網球運動員，2000年轉職業。2006年澳洲網球公開賽，第一輪遭到20種子拉德克·斯泰潘內克以6–1、6–2、6–2直落三盤淘汰。2009年澳洲網球公開賽，第一輪遭到最後進入四強的安迪·羅迪克以6–0、6–2、6–2直落三盤淘汰。

## 外部連結
- 比約恩·倫奎斯特（英文/西班牙文）的官方資料
- 比約恩·倫奎斯特的國際網球總會 職業／青少年 官方資料（英文）
- 比約恩·倫奎斯特的官方資料（英文）